# Utøya

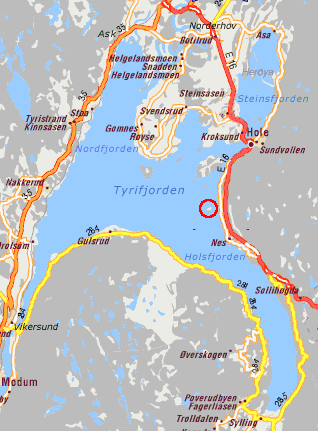
Położenie wyspy

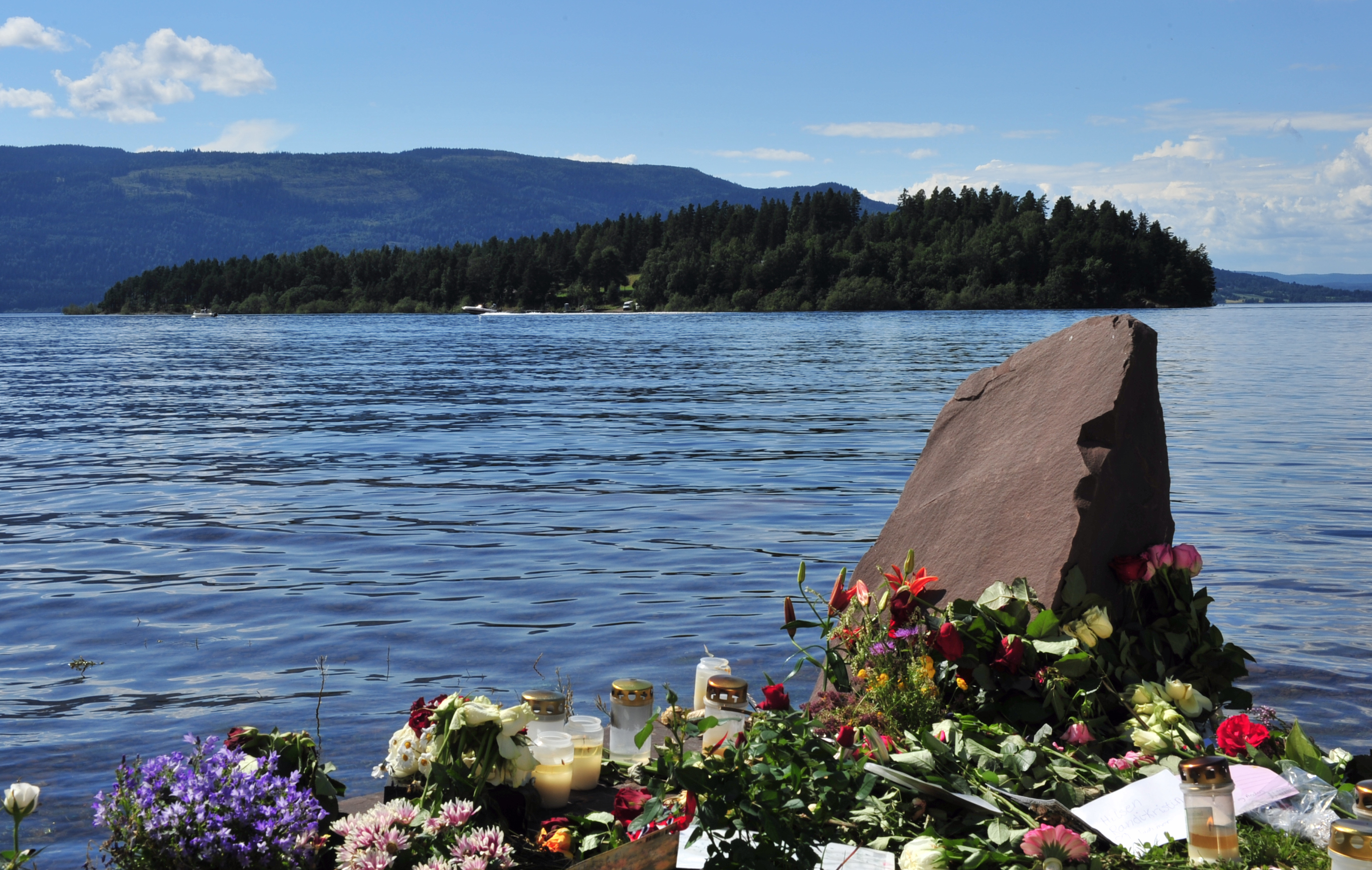
Utøya

Utøya (wym. norw. [ˈʉːtœʏɑ]) – wyspa na jeziorze Tyrifjorden w gminie Hole w okręgu Buskerud w Norwegii, o powierzchni 12 ha (120 dekar), leżąca 500 metrów od lądu. 
Wyspa należy do Arbeidernes ungdomsfylking (AUF, w norw. Młodzieżowa Liga Robotników), młodzieżowej sekcji Norweskiej Partii Pracy i jest to miejsce letnich obozów.
22 lipca 2011 na wyspie doszło do masakry, w której zginęło 69 osób.